# 單色低紋鮨
單色低紋鮨，為輻鰭魚綱鱸形目鱸亞目鮨科的其中一種，分布於中西大西洋區的加勒比海海域，棲息深度3-23公尺，體長可達12.7公分，為底棲性魚類，屬肉食性，可作為觀賞魚。
其种加词unicolor意为“单色的”。